# キム・ジャン
キム・ジャン（김장、Kim Jang、1970年6月8日 - ）は、大韓民国の男性声優。

## 人物
1970年6月8日、蔚山広域市生まれ。1997年からオンメディア声優劇会に所属している。オンメディア第3期。現在は専属契約を離れ、フリーとして活動。その容貌から韓国では「声優界のクォン・サンウ」とも呼ばれる。

## 出演
太字はメインキャラクター。

### アニメ
- ガンパレード・マーチ 〜新たなる行軍歌〜（速水厚志）
- 神風怪盗ジャンヌ（名古屋稚空 / 怪盗シンドバッド）
- ケロロ軍曹（クルル曹長、쿠루루 상사(クルルサンサ))
- セクシーコマンドー外伝 すごいよ!!マサルさん（花中島マサル）
- だぁ!だぁ!だぁ!（光ヶ丘望）
- ヒカルの碁（藤原佐為）
- プチプチミューズ（キム・ミンジェ）
- 満月をさがして（タクト・キラ）
- 封神演義（雷震子）
- ミュータント・タートルズ（ドナテロ）
- 遊☆戯☆王デュエルモンスターズGX（遊城 十代）

### ゲーム
- ときめきメモリアル（早乙女好雄）

### 吹き替え
- ICarly（スペンサー・シェイ）